# Karel Černohorský (politik)
Karel Černohorský (24. února 1861 Praha – 31. prosince 1915 Praha-Nové Město ) byl rakouský a český advokát a politik, na přelomu 19. a 20. století poslanec Českého zemského sněmu, počátkem 20. století poslanec Říšské rady. Rezignoval na politické funkce kvůli korupční aféře.

## Biografie
Roku 1879 vystudoval reálné gymnázium ve Spálené ulici v Praze, pak práva. Roku 1884 získal titul doktora práv. Od roku 1892 byl samostatným advokátem v Praze. V procesu s Omladinou hájil některé z obviněných.
V 90. letech 19. století se zapojil i do zemské politiky. V doplňovacích volbách roku 1893 byl zvolen v kurii venkovských obcí (volební obvod Sušice, Horažďovice) do Českého zemského sněmu. V řádných volbách v roce 1895 mandát obhájil, nyní za kurii venkovských obcí (volební obvod Semily, Železný Brod). Politicky patřil k mladočeské straně. Zasedal také v Říšské radě (celostátní zákonodárný sbor), kam usedl ve volbách do Říšské rady roku 1907 za obvod Čechy 04. Zasedal v poslanecké frakci Český klub. Na mandát rezignoval roku 1908.
Byl aktivní i v komunální politice. Zasedal v pražském obecním zastupitelstvu i v městské radě. Od listopadu 1894 do listopadu 1895 působil jako vrchní ředitel pražského ústavu chudých. Byl také členem výboru Městské spořitelny a místopředsedou jejího ředitelství. Zastával rovněž funkci předsedy správní rady elektrických podniků. Na všechny funkce v samosprávě rezignoval v únoru 1909.
Počátkem 20. století patřil mezi nejvlivnější pražské politiky a počítalo se i s tím, že by se mohl stát primátorem města. Důvodem k jeho náhlému odchodu z politiky byla korupční aféra, která propukla roku 1908. V ní čelil podezření, že si řekl o úplatek. V této takzvané rourové aféře měl Černohorský žádat po firmě Pražská železářská společnost o provizi za zprostředkování dodávky rour pro obecní vodovod. Sám Černohorský to odmítal a své jednání označoval za nezištné.
Byl rovněž majitelem velkostatku Křic (Chříč).
Zemřel 31. prosince 1915 v Praze, pohřben byl na Vyšehradě.